# The Blackbyrds
The Blackbyrds es un grupo estadounidense de rhythm and blues y fusión de jazz-funk, formado en Washington D. C., en 1973 y reformado en 2012 por Keith Killgo. 

## Historia
El grupo se inspiró en el trompetista Donald Byrd  y contó con algunos de sus estudiantes de la Universidad Howard : Kevin Toney ( teclados ), Keith Killgo ( voz, batería ), Joe Hall ( bajo ), Allan Barnes ( saxofón, clarinete ) y Barney Perry ( guitarra ). Más tarde se unieron Orville Saunders (guitarra) y Jay Jones ( flauta, saxofón). Merry Clayton se unió a ellos para cantar en "Rock Creek Park" y "Happy Music". 
La banda firmó con Fantasy Records en 1973. Su éxito de 1975 " Walking in Rhythm " recibió una nominación al Grammy y vendió más de un millón de copias en mayo de 1975. Posteriormente fue galardonado con un disco de oro . 
El miembro fundador Allan Barnes falleció el 25 de julio de 2016, a la edad de 66 años.  El pianista Kevin Toney murió de cáncer el 18 de marzo de 2024, a la edad de 70 años. 

## Legado de la música de Blackbyrds
The Blackbyrds ha influido en la generación del hip-hop, con Tupac Shakur, Gang Starr, Da Lench Mob y Full Force sampleando su música.  Su canción "Happy Music" fue lanzada el 45 sencillo de 12 pulgadas de 40 rpm como el primer lanzamiento de mix para clubs nocturnos de Fantasy Records, en noviembre de 1975, para permitir que los DJ de clubes colocaran secuencias en una mezcla.  En particular, su canción de 1975 "Rock Creek Park" del álbum City Life ha sido sampleada por grupos y artistas como MF Doom, De La Soul, Da Lench Mob, Eric B. & Rakim, Massive Attack, Heavy D, Nas, Grandmaster Flash & the Furious Five, Tone Lōc, Mac Dre y Wiz Khalifa . 

## Discografía

### Álbumes de estudio
| Año                                                     | Álbum                               | Posición en listas | Posición en listas        | Posición en listas            | Etiqueta             |
| Año                                                     | Álbum                               | USA <br />         | R&B estadounidense <br /> | Jazz de Estados Unidos <br /> | Etiqueta             |
| ------------------------------------------------------- | ----------------------------------- | ------------------ | ------------------------- | ----------------------------- | -------------------- |
| 1974                                                    | Los Blackbyrds                      | 96                 | 14                        | 6                             | Fantasy              |
| 1974                                                    |                                     | 30                 | 5                         | 2                             | Fantasy              |
| 1975                                                    | Cornbread, earl and me (soudntrack) | 150                | 19                        | 39                            | Fantasy              |
| 1975                                                    | City LIfe                           | 16                 | 3                         | 1                             | Fantasy              |
| 1976                                                    | Unfinished Business                 | 34                 | 6                         | 5                             | Fantasy              |
| 1977                                                    | Action                              | 43                 | 8                         | —                             | Fantasy              |
| 1980                                                    | Better days                         | 133                | 40                        | —                             | Fantasy              |
| 2012                                                    | Gotta Fly                           | —                  | —                         | —                             | K-Wes Registros Indi |
| "—" denota lanzamientos que no figuraron en las listas. |                                     |                    |                           |                               |                      |

### Recopilaciones
- 1978: Night Grooves (Fantasy)
- 1989: Greatest Hits (Fantasy)
- 2007: Happy Music: The Best of The Blackbyrds (Fantasy FCD-30194-2)

### Sencillos
| Year                                                                                       | Title                                                   | Mejor posición en listas | Mejor posición en listas | Mejor posición en listas | Mejor posición en listas | Mejor posición en listas |
| Year                                                                                       | Title                                                   | US                       | US R&B                   | US Disco                 | US A/C                   | UK                       |
| ------------------------------------------------------------------------------------------ | ------------------------------------------------------- | ------------------------ | ------------------------ | ------------------------ | ------------------------ | ------------------------ |
| 1974                                                                                       | "Do It, Fluid"                                          | 69                       | 23                       | ―                        | ―                        | ―                        |
| 1974                                                                                       | "Gut Level"                                             | ―                        | ―                        | 9                        | ―                        | ―                        |
| 1975                                                                                       | "Walking in Rhythm"                                     | 6                        | 4                        | 9                        | 5                        | 23                       |
| 1975                                                                                       | "Future Children, Future Hopes"                         | ―                        | ―                        | 3                        | ―                        | ―                        |
| 1975                                                                                       | "Flyin' High"                                           | 70                       | 22                       | ―                        | ―                        | ―                        |
| 1975                                                                                       | "City Life"                                             | ―                        | ―                        | 4                        | ―                        | ―                        |
| 1976                                                                                       | "Happy Music"                                           | 19                       | 3                        | 6                        | ―                        | ―                        |
| 1976                                                                                       | "Rock Creek Park"                                       | 93                       | 37                       | ―                        | ―                        | ―                        |
| 1976                                                                                       | "Unfinished Business"                                   | ―                        | ―                        | 14                       | ―                        | ―                        |
| 1976                                                                                       | "Time Is Movin'"                                        | 95                       | 15                       | ―                        | ―                        | ―                        |
| 1976                                                                                       | "Party Land"                                            | ―                        | 30                       | ―                        | ―                        | ―                        |
| 1977                                                                                       | "Soft and Easy"                                         | ―                        | 20                       | ―                        | ―                        | ―                        |
| 1977                                                                                       | "Supernatural Feeling"                                  | ―                        | 19                       | ―                        | ―                        | ―                        |
| 1977                                                                                       | "Street Games"                                          | ―                        | ―                        | ―                        | ―                        | ―                        |
| 1980                                                                                       | "Don't Know What You Say"                               | ―                        | ―                        | ―                        | ―                        | ―                        |
| 1980                                                                                       | "What We Have Is Right"                                 | ―                        | 38                       | ―                        | ―                        | ―                        |
| 1980                                                                                       | "Love Don't Strike Twice"                               | ―                        | 52                       | ―                        | ―                        | ―                        |
| 1980                                                                                       | "Dancin' Dancin'"                                       | ―                        | ―                        | 59                       | ―                        | ―                        |
| 2002                                                                                       | "Mysterious Vibes" (remix, originally released in 1977) | ―                        | —                        | ―                        | ―                        | 97                       |
| "—" indica lanzamiento que no entró en listas de ventas o no fue lanzado en ese territorio |                                                         |                          |                          |                          |                          |                          |